# Mostafa Abdellaoue

Mustafa Abdellaoue - em árabe, مصطفى عبد اللاوي (Oslo,1 de agosto de 1988), é um futebolista norueguês, com ascendência marroquina que atualmente joga no Aalesunds Fotballklubb.
Atuou em diversos times da Noruega e no Copenhague, antes de chegar no Aalesunds em 2014.
É irmão do também futebolista Mohammed Abdellaoue.